# Thymelaea granatensis
La bolaga, bufalaga o cesped de la Virgen  (Thymelaea granatensis), es una especie de planta leñosa de porte rastrero perteneciente a la familia Thymelaeaceae. Aparece en asociación con la lamiácea Teucrium pollium ssp. aureum (zamarrilla) con la que a veces se confunde cuando carece de floración; aunque su extrema pilosidad y excepcional perfume que desprende esta última la diferencia de aquella.

## Descripción
Es un arbusto perennifolio fundamentalmente dioico, con gran polimorfismo sexual, de hasta 10 o 15 centímetros de altura. Porte formando hileras de "cesped" discontinuo, como cubriendo los senderos de montes calcodolómíticos pedregosos, donde predomina el esparto y el romero. Raramente forman arbustos hemiesféricos aiaslados de mayor porte, aunque son muy ramosos, extendiéndose en horizontal sobre losas pedregosas.
La flor hermafrodita de la variedad "cesped de la Virgen", se ubica por lo general en los tallos masculinos; con cepa ramificada rasera. Tallos jóvenes de un verde claro o amarillento, pero que en tallos viejos se vuelven más  ceniciento, con cicatrices foliares prominentes, subelípticas. Hojas espatuladas, planas algo involutas, pero muy suaves al tacto, que recuerdan al terciopelo; sésiles, cuneiformes, de obtusas a apiculadas, anfiestomáticas; glabras pero con pelos. Inflorescencias en fascículo capituliforme, que nacen tanto en el extremo de los brotes del año, como en el extremo de braquiblastos leñosos, con 5-10 flores, cada flor rodeada en la base por un involucro de pelos de (0,3)0,5-1 mm, muy numerosos; brácteas semejantes a las hojas y generalmente indistinguibles de ellas. 
La corteza de los tallos es de color pardo oscura tiranzo a rojizo; glabrescente en tallos y ramas viejas, pero densamente cubierta de pelos blancos algodonosos en las ramillas jóvenes. Hojas de orbicular-ovadas a ovado-lanceoladas, más o menos agudas, involutas, un poco carnosas, con indumento tomentoso blanco muy denso por el haz, glabras por el envés, sésiles. Inflorescencias en fascículos capituliformes terminales, en los brotes del año, con 2-12 flores. Brácteas tan similares a las hojas que apenas se pueden diferenciar de ellas. Flores unisexuales y hermafroditas sobre la misma planta o unisexuales sobre distintos pies, subtubulares, muy parecidas independientemente del sexo. Hipanto generalmente pubescente, amarillento. Sépalos 4, ovados obtusos y amarillentos. Estambres 8 en 2 verticilos, incluidos en el tubo del hipanto; anteras amarillas. Fruto nuciforme (2,5-5 mm), ovoideo, glabro o pulverulento, que madura después de la caída del hipanto. Semillas cónico-ovoideas de 1,7-4 mm. Florece en los meses de verano o, en general, en días tardíos de primavera.

## Hábitat
Terrenos de estepa castellana, principalmente de La Mancha de Albacete (pedrizas calcodolomíticas del Sistema prebético del Campo de Montiel), y también en los sistemas subbéticos de las provincias de Jaén y Granada; en ambientes secos de subclima continental mediterráneo. Por lo general, en páramos rocosos a más de 700 metros de altitud. 

## Taxonomía
Thymelaea granatensis fue descrita por (Pau) Lacaita Bull. Soc. Bot. Genove ser. 2, 21: 133 (1929) 
Se diferencia la variedad "Virgin-cespes" en La Mancha, ya que no forma las típicas matitas aisladas que la Thymelaea granatensis en sentido estricto; sino a modo de alfombras "forrando" las veredas que dejan entre los riscos el esparto (Stypa tenacissima) y el romero (Salvia rosmarinus), junto a la inseparable Teucrium pollium ssp. aureum; además de rodeado de asphodelus sp. y  tomillos (Thymus vulgaris y Thimus zygis), como sus principales compañeros de asociación.

## Nombre común
- Castellano: bolaga, boalaga, bofalaga, bohalaga, bojalaga, césped de la Virgen (Campo de Montiel y Sierra de Alcaraz - La Mancha)

## Tradiciones y leyendas
En la metáfora literaria, los "céspedes de la Virgen" de Thymelaea granatensis, debido a la suavidad del tacto de los montes alfombrados con esta thymelacea junto al embriagador y exquisito perfume y tacto aterciopelado de la zamarrilla a la que va asociada, que recuerda mucho al incienso, semejante a la  Plectranthus coleoides "Marginatus", (Lamiaceae), sobre las rudas pedrizas, marcan las veredas por donde sería digno el paso de los pies de la Virgen.